# Auster (Wind)
Mit Auster wurde bei den Römern der Südwind Italiens bezeichnet. Er ist ein Sciroccowind, der dichte Wolkendecken, Nebel oder feuchte Hitze mit sich bringen kann. In der griechischen Mythologie ist Notos der entsprechende Gott des Südwinds.
Vergil erwähnt den Auster.